# Amy Winehouse/Diskografie
Diese Diskografie ist eine Übersicht über die musikalischen Werke der britischen Pop-, Soul- und Jazzsängerin Amy Winehouse. Den Quellenangaben und Schallplattenauszeichnungen zufolge hat sie bisher mehr als 43,5 Millionen Tonträger verkauft, davon alleine in ihrer Heimat über 16,6 Millionen. Ihre erfolgreichste Veröffentlichung ist das zweite Studioalbum Back to Black mit über 20 Millionen verkauften Einheiten, wovon allein in Deutschland über 1,2 Millionen Exemplare verkauft wurden und es zu den meistverkauften Musikalben des Landes zählt.

## Alben

### Studioalben
| Jahr | Titel Musiklabel                                                         | Höchstplatzierung, Gesamtwochen, AuszeichnungChartplatzierungen (Jahr, Titel, Musiklabel, Platzierungen, Wochen, Auszeichnungen, Anmerkungen) | Höchstplatzierung, Gesamtwochen, AuszeichnungChartplatzierungen (Jahr, Titel, Musiklabel, Platzierungen, Wochen, Auszeichnungen, Anmerkungen) | Höchstplatzierung, Gesamtwochen, AuszeichnungChartplatzierungen (Jahr, Titel, Musiklabel, Platzierungen, Wochen, Auszeichnungen, Anmerkungen) | Höchstplatzierung, Gesamtwochen, AuszeichnungChartplatzierungen (Jahr, Titel, Musiklabel, Platzierungen, Wochen, Auszeichnungen, Anmerkungen) | Höchstplatzierung, Gesamtwochen, AuszeichnungChartplatzierungen (Jahr, Titel, Musiklabel, Platzierungen, Wochen, Auszeichnungen, Anmerkungen) | Anmerkungen                                                   | [↑]: gemeinsam behandelt mit vorhergehendem Eintrag; [←]: in beiden Charts platziert |
| Jahr | Titel Musiklabel                                                         | DE | AT | CH | UK | US | Anmerkungen                                                   |                                                                                      |
| ---- | ------------------------------------------------------------------------ | --- | --- | --- | --- | --- | ------------------------------------------------------------- | ------------------------------------------------------------------------------------ |
| 2003 | Frank Island Records (UMG)                                               | DE9 Platin · (48 Wo.)DE | AT5 Gold · (53 Wo.)AT | CH16 Platin · (30 Wo.)CH | UK3 ×3Dreifachplatin · (143 Wo.)UK | US33 (24 Wo.)US | Erstveröffentlichung: 20. Oktober 2003 Verkäufe: + 2.407.500  |                                                                                      |
| 2008 | Frank (Deluxe-Edition) Island Records (UMG)[DE: ↑][AT: ↑][CH: ↑]         | DE9 Platin · (48 Wo.)DE | AT5 Gold · (53 Wo.)AT | CH16 Platin · (30 Wo.)CH | UK99 (1 Wo.)UK[US: ↑] | US33 (24 Wo.)US | Erstveröffentlichung: 9. Mai 2008                             |                                                                                      |
| 2006 | Back to Black Island Records (UMG)                                       | DE1 ×6Sechsfachplatin · (257 Wo.)DE | AT1 ×7Siebenfachplatin · (224 Wo.)AT | CH1 ×7Siebenfachplatin · (280 Wo.)CH | UK1 ×1515-fach-Platin · (549 Wo.)UK | US2 ×2Doppelplatin · (177 Wo.)US | Erstveröffentlichung: 27. Oktober 2006 Verkäufe: + 20.000.000 |                                                                                      |
| 2007 | Back to Black (Deluxe-Edition) Island Records (UMG)[DE: ↑][AT: ↑][CH: ↑] | DE1 ×6Sechsfachplatin · (257 Wo.)DE | AT1 ×7Siebenfachplatin · (224 Wo.)AT | CH1 ×7Siebenfachplatin · (280 Wo.)CH | UK1 ×2Doppelplatin · (55 Wo.)UK[US: ↑] | US2 ×2Doppelplatin · (177 Wo.)US | Erstveröffentlichung: 13. November 2007 Verkäufe: + 600.000   |                                                                                      |

### Livealben
| Jahr | Titel Musiklabel                              | Höchstplatzierung, Gesamtwochen, AuszeichnungChartplatzierungen (Jahr, Titel, Musiklabel, Platzierungen, Wochen, Auszeichnungen, Anmerkungen) | Höchstplatzierung, Gesamtwochen, AuszeichnungChartplatzierungen (Jahr, Titel, Musiklabel, Platzierungen, Wochen, Auszeichnungen, Anmerkungen) | Höchstplatzierung, Gesamtwochen, AuszeichnungChartplatzierungen (Jahr, Titel, Musiklabel, Platzierungen, Wochen, Auszeichnungen, Anmerkungen) | Höchstplatzierung, Gesamtwochen, AuszeichnungChartplatzierungen (Jahr, Titel, Musiklabel, Platzierungen, Wochen, Auszeichnungen, Anmerkungen) | Höchstplatzierung, Gesamtwochen, AuszeichnungChartplatzierungen (Jahr, Titel, Musiklabel, Platzierungen, Wochen, Auszeichnungen, Anmerkungen) | Anmerkungen                                                |
| Jahr | Titel Musiklabel                              | DE | AT | CH | UK | US | Anmerkungen                                                |
| ---- | --------------------------------------------- | --- | --- | --- | --- | --- | ---------------------------------------------------------- |
| 2012 | Amy Winehouse at the BBC Island Records (UMG) | DE9 (12 Wo.)DE | AT12 (3 Wo.)AT | CH12 (3 Wo.)CH | UK33 (2 Wo.)UK | — | Erstveröffentlichung: 19. November 2012 Verkäufe: + 20.000 |
| 2022 | Live at Glastonbury 2007 Island Records (UMG) | DE19 (1 Wo.)DE | — | CH50 (1 Wo.)CH | — | — | Erstveröffentlichung: 3. Juni 2022                         |

### Kompilationen
| Jahr | Titel Musiklabel                               | Höchstplatzierung, Gesamtwochen, AuszeichnungChartplatzierungen (Jahr, Titel, Musiklabel, Platzierungen, Wochen, Auszeichnungen, Anmerkungen) | Höchstplatzierung, Gesamtwochen, AuszeichnungChartplatzierungen (Jahr, Titel, Musiklabel, Platzierungen, Wochen, Auszeichnungen, Anmerkungen) | Höchstplatzierung, Gesamtwochen, AuszeichnungChartplatzierungen (Jahr, Titel, Musiklabel, Platzierungen, Wochen, Auszeichnungen, Anmerkungen) | Höchstplatzierung, Gesamtwochen, AuszeichnungChartplatzierungen (Jahr, Titel, Musiklabel, Platzierungen, Wochen, Auszeichnungen, Anmerkungen) | Höchstplatzierung, Gesamtwochen, AuszeichnungChartplatzierungen (Jahr, Titel, Musiklabel, Platzierungen, Wochen, Auszeichnungen, Anmerkungen) | Anmerkungen                                                  |
| Jahr | Titel Musiklabel                               | DE | AT | CH | UK | US | Anmerkungen                                                  |
| ---- | ---------------------------------------------- | --- | --- | --- | --- | --- | ------------------------------------------------------------ |
| 2011 | Lioness: Hidden Treasures Island Records (UMG) | DE3 Platin · (21 Wo.)DE | AT1 Platin · (24 Wo.)AT | CH1 Platin · (19 Wo.)CH | UK1 ×3Dreifachplatin · (29 Wo.)UK | US5 (22 Wo.)US | Erstveröffentlichung: 2. Dezember 2011 Verkäufe: + 2.560.000 |

### Remixalben
| Jahr | Titel Musiklabel             | Höchstplatzierung, Gesamtwochen, AuszeichnungChartplatzierungen (Jahr, Titel, Musiklabel, Platzierungen, Wochen, Auszeichnungen, Anmerkungen) | Höchstplatzierung, Gesamtwochen, AuszeichnungChartplatzierungen (Jahr, Titel, Musiklabel, Platzierungen, Wochen, Auszeichnungen, Anmerkungen) | Höchstplatzierung, Gesamtwochen, AuszeichnungChartplatzierungen (Jahr, Titel, Musiklabel, Platzierungen, Wochen, Auszeichnungen, Anmerkungen) | Höchstplatzierung, Gesamtwochen, AuszeichnungChartplatzierungen (Jahr, Titel, Musiklabel, Platzierungen, Wochen, Auszeichnungen, Anmerkungen) | Höchstplatzierung, Gesamtwochen, AuszeichnungChartplatzierungen (Jahr, Titel, Musiklabel, Platzierungen, Wochen, Auszeichnungen, Anmerkungen) | Anmerkungen                                                   |
| Jahr | Titel Musiklabel             | DE | AT | CH | UK | US | Anmerkungen                                                   |
| ---- | ---------------------------- | --- | --- | --- | --- | --- | ------------------------------------------------------------- |
| 2021 | Remixes Island Records (UMG) | — | — | — | UK94 (1 Wo.)UK | US151 (1 Wo.)US | Erstveröffentlichung: 17. Juli 2021 RSD-2021-Veröffentlichung |

### Soundtracks
| Jahr | Titel Musiklabel         | Höchstplatzierung, Gesamtwochen, AuszeichnungChartplatzierungen (Jahr, Titel, Musiklabel, Platzierungen, Wochen, Auszeichnungen, Anmerkungen) | Höchstplatzierung, Gesamtwochen, AuszeichnungChartplatzierungen (Jahr, Titel, Musiklabel, Platzierungen, Wochen, Auszeichnungen, Anmerkungen) | Höchstplatzierung, Gesamtwochen, AuszeichnungChartplatzierungen (Jahr, Titel, Musiklabel, Platzierungen, Wochen, Auszeichnungen, Anmerkungen) | Höchstplatzierung, Gesamtwochen, AuszeichnungChartplatzierungen (Jahr, Titel, Musiklabel, Platzierungen, Wochen, Auszeichnungen, Anmerkungen) | Höchstplatzierung, Gesamtwochen, AuszeichnungChartplatzierungen (Jahr, Titel, Musiklabel, Platzierungen, Wochen, Auszeichnungen, Anmerkungen) | Anmerkungen                                                                  |
| Jahr | Titel Musiklabel         | DE | AT | CH | UK | US | Anmerkungen                                                                  |
| ---- | ------------------------ | --- | --- | --- | --- | --- | ---------------------------------------------------------------------------- |
| 2015 | Amy Island Records (UMG) | — | — | CH57 (1 Wo.)CH | UK19 Silber · (6 Wo.)UK | — | Erstveröffentlichung: 30. Oktober 2015 Verkäufe: + 67.500; mit Antônio Pinto |

### EPs
| Jahr | Titel Musiklabel                            | Höchstplatzierung, Gesamtwochen, AuszeichnungChartplatzierungen (Jahr, Titel, Musiklabel, Platzierungen, Wochen, Auszeichnungen, Anmerkungen) | Höchstplatzierung, Gesamtwochen, AuszeichnungChartplatzierungen (Jahr, Titel, Musiklabel, Platzierungen, Wochen, Auszeichnungen, Anmerkungen) | Höchstplatzierung, Gesamtwochen, AuszeichnungChartplatzierungen (Jahr, Titel, Musiklabel, Platzierungen, Wochen, Auszeichnungen, Anmerkungen) | Höchstplatzierung, Gesamtwochen, AuszeichnungChartplatzierungen (Jahr, Titel, Musiklabel, Platzierungen, Wochen, Auszeichnungen, Anmerkungen) | Höchstplatzierung, Gesamtwochen, AuszeichnungChartplatzierungen (Jahr, Titel, Musiklabel, Platzierungen, Wochen, Auszeichnungen, Anmerkungen) | Anmerkungen                                                                           |
| Jahr | Titel Musiklabel                            | DE | AT | CH | UK | US | Anmerkungen                                                                           |
| ---- | ------------------------------------------- | --- | --- | --- | --- | --- | ------------------------------------------------------------------------------------- |
| 2003 | Frank – Remixes Island Records (UMG)        | DE*DE | AT*AT | CH*CH | UK*UK | US*US | Erstveröffentlichung: 2. Dezember 2003 * Verkäufe werden dem Studioalbum hinzuaddiert |
| 2008 | Back to Black: B-Sides Island Records (UMG) | DE*DE | AT*AT | CH*CH | UK*UK | US101 (2 Wo.)US | Erstveröffentlichung: 15. Januar 2008 * Verkäufe werden dem Studioalbum hinzuaddiert  |
| 2008 | Frank (B-Sides) Island Records (UMG)        | DE*DE | AT*AT | CH*CH | UK*UK | US*US | Erstveröffentlichung: 13. Mai 2008 * Verkäufe werden dem Studioalbum hinzuaddiert     |

## Singles

### Als Leadmusikerin
| Jahr | Titel Album                                 | Höchstplatzierung, Gesamtwochen, AuszeichnungChartplatzierungen (Jahr, Titel, Album, Platzierungen, Wochen, Auszeichnungen, Anmerkungen) | Höchstplatzierung, Gesamtwochen, AuszeichnungChartplatzierungen (Jahr, Titel, Album, Platzierungen, Wochen, Auszeichnungen, Anmerkungen) | Höchstplatzierung, Gesamtwochen, AuszeichnungChartplatzierungen (Jahr, Titel, Album, Platzierungen, Wochen, Auszeichnungen, Anmerkungen) | Höchstplatzierung, Gesamtwochen, AuszeichnungChartplatzierungen (Jahr, Titel, Album, Platzierungen, Wochen, Auszeichnungen, Anmerkungen) | Höchstplatzierung, Gesamtwochen, AuszeichnungChartplatzierungen (Jahr, Titel, Album, Platzierungen, Wochen, Auszeichnungen, Anmerkungen) | Anmerkungen                                                                          |
| Jahr | Titel Album                                 | DE | AT | CH | UK | US | Anmerkungen                                                                          |
| --- | ------------------------------------------- | --- | --- | --- | --- | --- | ------------------------------------------------------------------------------------ |
| 2003 | Stronger Than Me Frank                      | — | — | — | UK71 Silber · (1 Wo.)UK | — | Erstveröffentlichung: 8. September 2003 Verkäufe: + 200.000                          |
| 2003 | In My Bed / You Sent Me Flying Frank        | — | — | — | UK60 (2 Wo.)UK | — | Erstveröffentlichung: 27. Oktober 2003                                               |
| 2004 | Take the Box Frank                          | — | — | — | UK57 (2 Wo.)UK | — | Erstveröffentlichung: 12. Januar 2004                                                |
| 2004 | Fuck Me Pumps / Help Yourself Frank         | — | — | — | UK65 Silber · (2 Wo.)UK | — | Erstveröffentlichung: 2. August 2004 Verkäufe: + 200.000                             |
| 2006 | Rehab Back to Black                         | DE23 Platin · (43 Wo.)DE | AT19 (64 Wo.)AT | CH11 Platin · (88 Wo.)CH | UK7 ×2Doppelplatin · (76 Wo.)UK | US9 Platin · (20 Wo.)US | Erstveröffentlichung: 23. Oktober 2006 Verkäufe: + 3.560.000                         |
| 2007 | You Know I’m No Good Back to Black          | DE71 Gold · (10 Wo.)DE | AT50 (5 Wo.)AT | CH7 Platin · (63 Wo.)CH | UK18 Platin · (25 Wo.)UK | US77* (13 Wo.)US | Erstveröffentlichung: 5. Januar 2007 Verkäufe: + 1.631.500; * feat. Ghostface Killah |
| 2007 | Back to Black                               | DE8 ×3Dreifachgold · (30 Wo.)DE | AT3 (47 Wo.)AT | CH8 Platin · (61 Wo.)CH | UK8 ×3Dreifachplatin · (63 Wo.)UK | US— PlatinUS | Erstveröffentlichung: 26. April 2007 Verkäufe: + 4.020.000                           |
| 2007 | Tears Dry on Their Own Back to Black        | DE56 (16 Wo.)DE | — | — | UK16 ×2Doppelplatin · (34 Wo.)UK | — | Erstveröffentlichung: 23. Juli 2007 Verkäufe: + 1.635.000                            |
| 2007 | Love Is a Losing Game Back to Black         | — | — | — | UK33 Platin · (7 Wo.)UK | — | Erstveröffentlichung: 19. November 2007 Verkäufe: + 765.000                          |
| 2008 | Just Friends Back to Black                  | — | — | — | — | — | Erstveröffentlichung: Juli 2008 Verkäufe: + 60.000                                   |
| 2011 | Body and Soul Lioness: Hidden Treasures     | DE31 (1 Wo.)DE | AT36 (1 Wo.)AT | CH35 (2 Wo.)CH | UK40 (2 Wo.)UK | US87 (1 Wo.)US | Erstveröffentlichung: 12. September 2011 mit Tony Bennett                            |
| 2011 | Our Day Will Come Lioness: Hidden Treasures | — | — | CH69 (1 Wo.)CH | UK29 Silber · (5 Wo.)UK | — | Erstveröffentlichung: 14. November 2011 Verkäufe: + 230.000                          |
| Folgende Lieder erschienen nicht als Single, wurden aber durch das Album zum Download und Streaming bereitgestellt und konnten somit eine Platzierung erlangen: |                                             | | | | | |                                                                                      |
| |                                             | | | | | |                                                                                      |
| 2007 | Valerie Back to Black (Deluxe-Edition)      | DE48 (18 Wo.)DE | AT35 (29 Wo.)AT | CH44 (2 Wo.)CH | UK37 Platin · (23 Wo.)UK | — | Charteinstieg: 13. Oktober 2007 Verkäufe: + 805.000; Original: The Zutons            |
| 2008 | Cupid Back to Black (Deluxe-Edition)        | — | — | CH49 (5 Wo.)CH | — | — | Charteinstieg: 3. August 2008                                                        |

### Als Gastmusikerin
| Jahr | Titel Album              | Höchstplatzierung, Gesamtwochen, AuszeichnungChartplatzierungen (Jahr, Titel, Album, Platzierungen, Wochen, Auszeichnungen, Anmerkungen) | Höchstplatzierung, Gesamtwochen, AuszeichnungChartplatzierungen (Jahr, Titel, Album, Platzierungen, Wochen, Auszeichnungen, Anmerkungen) | Höchstplatzierung, Gesamtwochen, AuszeichnungChartplatzierungen (Jahr, Titel, Album, Platzierungen, Wochen, Auszeichnungen, Anmerkungen) | Höchstplatzierung, Gesamtwochen, AuszeichnungChartplatzierungen (Jahr, Titel, Album, Platzierungen, Wochen, Auszeichnungen, Anmerkungen) | Höchstplatzierung, Gesamtwochen, AuszeichnungChartplatzierungen (Jahr, Titel, Album, Platzierungen, Wochen, Auszeichnungen, Anmerkungen) | Anmerkungen |
| Jahr | Titel Album              | DE | AT | CH | UK | US | Anmerkungen |
| ---- | ------------------------ | --- | --- | --- | --- | --- | --- |
| 2007 | Valerie Version          | DE3 Platin · (43 Wo.)DE | AT5 (31 Wo.)AT | CH4 (41 Wo.)CH | UK2 ×4Vierfachplatin · (50 Wo.)UK | — | Erstveröffentlichung: 15. August 2007 Verkäufe: + 3.200.000; Mark Ronson feat. Amy Winehouse Original: The Zutons |
| 2007 | B Boy Baby Real Girl     | — | — | — | UK73 (2 Wo.)UK | — | Erstveröffentlichung: 23. Dezember 2007 Mutya Buena feat. Amy Winehouse                                           |
| 2012 | Cherry Wine Life Is Good | — | — | — | — | — | Erstveröffentlichung: 19. September 2012 Nas feat. Amy Winehouse                                                  |

## Videoalben und Musikvideos

### Videoalben
| Jahr | Titel Musiklabel                                              | Höchstplatzierung, Gesamtwochen, AuszeichnungChartplatzierungen (Jahr, Titel, Musiklabel, Platzierungen, Wochen, Auszeichnungen, Anmerkungen) | Höchstplatzierung, Gesamtwochen, AuszeichnungChartplatzierungen (Jahr, Titel, Musiklabel, Platzierungen, Wochen, Auszeichnungen, Anmerkungen) | Höchstplatzierung, Gesamtwochen, AuszeichnungChartplatzierungen (Jahr, Titel, Musiklabel, Platzierungen, Wochen, Auszeichnungen, Anmerkungen) | Höchstplatzierung, Gesamtwochen, AuszeichnungChartplatzierungen (Jahr, Titel, Musiklabel, Platzierungen, Wochen, Auszeichnungen, Anmerkungen) | Höchstplatzierung, Gesamtwochen, AuszeichnungChartplatzierungen (Jahr, Titel, Musiklabel, Platzierungen, Wochen, Auszeichnungen, Anmerkungen) | Anmerkungen                                                |
| Jahr | Titel Musiklabel                                              | DE | AT | CH | UK | US | Anmerkungen                                                |
| ---- | ------------------------------------------------------------- | --- | --- | --- | --- | --- | ---------------------------------------------------------- |
| 2007 | I Told You I Was Trouble: Live in London Island Records (UMG) | DE95 Platin · (1 Wo.)DE | AT2 Gold · (38 Wo.)AT | CH3 (41 Wo.)CH | UK3 Platin · (49 Wo.)UK | US9 (7 Wo.)US | Erstveröffentlichung: 5. November 2007 Verkäufe: + 260.500 |
| 2012 | Amy Winehouse at the BBC Island Records (UMG)                 | DE*DE | AT*AT | CH4 (3 Wo.)CH | UK*UK | — | Erstveröffentlichung: 19. November 2012 * siehe Livealbum  |
| 2015 | Amy – The Girl Behind the Name Island Records (UMG)           | — | — | — | UK1 ×2Doppelplatin · (143 Wo.)UK | — | Erstveröffentlichung: 30. Oktober 2015 Verkäufe: + 100.000 |

### Musikvideos
| Jahr | Lied                   | Regie                                             |
| ---- | ---------------------- | ------------------------------------------------- |
| 2003 | Stronger Than Me       | Enrico Zanetti                                    |
| 2004 | Take the Box           | Kyle Eaton                                        |
| 2004 | In My Bed              | Paul Gore                                         |
| 2004 | Fuck Me Pumps          | Marlene Rhein                                     |
| 2006 | Rehab                  | Phil Griffin                                      |
| 2007 | You Know I’m No Good   | Phil Griffin                                      |
| 2007 | Back to Black          | Phil Griffin                                      |
| 2007 | Tears Dry on Their Own | David LaChapelle                                  |
| 2007 | Love Is a Losing Game  | Unbekannt (Version 1) Hamish Hamilton (Version 2) |
| 2007 | Valerie                | Robert Hales                                      |
| 2008 | Just Friends           | Anthony Mathile, Robert Semmer                    |
| 2011 | Body and Soul          | Unjoo Moon                                        |
| 2011 | Our Day Will Come      |                                                   |
| 2012 | Cherry Wine            | Jay Martin                                        |

## Boxsets
| Jahr | Titel Musiklabel                           | Höchstplatzierung, Gesamtwochen, AuszeichnungChartplatzierungen (Jahr, Titel, Musiklabel, Platzierungen, Wochen, Auszeichnungen, Anmerkungen) | Höchstplatzierung, Gesamtwochen, AuszeichnungChartplatzierungen (Jahr, Titel, Musiklabel, Platzierungen, Wochen, Auszeichnungen, Anmerkungen) | Höchstplatzierung, Gesamtwochen, AuszeichnungChartplatzierungen (Jahr, Titel, Musiklabel, Platzierungen, Wochen, Auszeichnungen, Anmerkungen) | Höchstplatzierung, Gesamtwochen, AuszeichnungChartplatzierungen (Jahr, Titel, Musiklabel, Platzierungen, Wochen, Auszeichnungen, Anmerkungen) | Höchstplatzierung, Gesamtwochen, AuszeichnungChartplatzierungen (Jahr, Titel, Musiklabel, Platzierungen, Wochen, Auszeichnungen, Anmerkungen) | Anmerkungen                              |
| Jahr | Titel Musiklabel                           | DE | AT | CH | UK | US | Anmerkungen                              |
| ---- | ------------------------------------------ | --- | --- | --- | --- | --- | ---------------------------------------- |
| 2008 | Frank / Back to Black Island Records (UMG) | — | — | CH20 (7 Wo.)CH | UK10 (2 Wo.)UK | — | Erstveröffentlichung: 21. November 2008  |
| 2012 | The Album Collection Island Records (UMG)  | — | — | CH86 (2 Wo.)CH | — | — | Erstveröffentlichung: 21. September 2012 |
| 2015 | The Collection Island Records (UMG)        | DE95 (1 Wo.)DE | — | CH53 (5 Wo.)CH | — | — | Erstveröffentlichung: 11. Dezember 2015  |

## Promoveröffentlichungen
Promo-Singles

| Jahr | Titel Album                                                | Höchstplatzierung, Gesamtwochen, AuszeichnungChartplatzierungen (Jahr, Titel, Album, Platzierungen, Wochen, Auszeichnungen, Anmerkungen) | Höchstplatzierung, Gesamtwochen, AuszeichnungChartplatzierungen (Jahr, Titel, Album, Platzierungen, Wochen, Auszeichnungen, Anmerkungen) | Höchstplatzierung, Gesamtwochen, AuszeichnungChartplatzierungen (Jahr, Titel, Album, Platzierungen, Wochen, Auszeichnungen, Anmerkungen) | Höchstplatzierung, Gesamtwochen, AuszeichnungChartplatzierungen (Jahr, Titel, Album, Platzierungen, Wochen, Auszeichnungen, Anmerkungen) | Höchstplatzierung, Gesamtwochen, AuszeichnungChartplatzierungen (Jahr, Titel, Album, Platzierungen, Wochen, Auszeichnungen, Anmerkungen) | Anmerkungen                                                                                     |
| Jahr | Titel Album                                                | DE | AT | CH | UK | US | Anmerkungen                                                                                     |
| ---- | ---------------------------------------------------------- | --- | --- | --- | --- | --- | ----------------------------------------------------------------------------------------------- |
| 2010 | My Destructive Side –                                      | — | — | — | — | — | Erstveröffentlichung: 29. März 2010 mit Vinni MC                                                |
| 2010 | It’s My Party Q: Soul Bossa Nostra                         | — | — | — | — | — | Erstveröffentlichung: 22. November 2010 Quincy Jones feat. Amy Winehouse; Original: Lesley Gore |
| 2011 | Like Smoke Lioness: Hidden Treasures                       | — | — | — | — | — | Erstveröffentlichung: 2011 feat. Nas                                                            |
| 2012 | Will You Still Love Me Tomorrow? Lioness: Hidden Treasures | — | — | — | UK62 Silber · (1 Wo.)UK | — | Erstveröffentlichung: 9. Januar 2012 Verkäufe: + 200.000                                        |

## Sonderveröffentlichungen

### Alben
| Jahr | Titel Musiklabel                                  | Anmerkungen                                                                           |
| ---- | ------------------------------------------------- | ------------------------------------------------------------------------------------- |
| 2004 | Sessions@AOL Island Records (UMG)                 | Erstveröffentlichung: 1. Juni 2004 Vertrieb nur über den Medienkonzern AOL            |
| 2007 | iTunes Festival: London 2007 Island Records (UMG) | Erstveröffentlichung: 13. August 2007 Vertrieb nur über den Online-Musikdienst iTunes |

| Jahr | Titel Musiklabel                                | Anmerkungen                                                                             |
| ---- | ----------------------------------------------- | --------------------------------------------------------------------------------------- |
| 2012 | At the BBC: Deluxe-Box-Set Island Records (UMG) | Erstveröffentlichung: 19. November 2012 erweiterte Fassung von Amy Winehouse at the BBC |

### Lieder
| Jahr | Titel Album                                           | Anmerkungen                                                                                    |
| ---- | ----------------------------------------------------- | ---------------------------------------------------------------------------------------------- |
| 2004 | Get Over It 1xtra & DJ Excalibah Present: We Got Next | Erstveröffentlichung: September 2004 JTWR feat. Amy Winehouse                                  |
| 2005 | Best for Me The Unlikely Lad                          | Erstveröffentlichung: 29. August 2005 Tyler James feat. Amy Winehouse                          |
| 2006 | You Know I’m No Good More Fish                        | Erstveröffentlichung: 12. Dezember 2006 Ghostface Killah feat. Amy Winehouse                   |
| 2007 | B Boy Baby Real Girl                                  | Erstveröffentlichung: 4. Juni 2007 Mutya Buena feat. Amy Winehouse                             |
| 2007 | Valerie Version                                       | Erstveröffentlichung: 14. April 2007 Mark Ronson feat. Amy Winehouse; Original: The Zutons     |
| 2007 | Cupid Rhythms Del Mundo – Classics                    | Erstveröffentlichung: 31. Juli 2007 Rhythms Del Mundo feat. Amy Winehouse                      |
| 2010 | It’s My Party Q: Soul Bossa Nostra                    | Erstveröffentlichung: 9. November 2010 Quincy Jones feat. Amy Winehouse; Original: Lesley Gore |
| 2012 | Cherry Wine Life Is Good                              | Erstveröffentlichung: 13. Juli 2012 Nas feat. Amy Winehouse                                    |
| 2012 | Don’t Go to Strangers The Golden Age of Song          | Erstveröffentlichung: 29. November 2012 Jools Holland feat. Paul Weller & Amy Winehouse        |
| 2014 | Monkey Man Sirens of Song                             | Erstveröffentlichung: 21. November 2014 Jools Holland feat. Amy Winehouse                      |

| Jahr | Titel Album                                                               | Anmerkungen                                                   |
| ---- | ------------------------------------------------------------------------- | ------------------------------------------------------------- |
| 2004 | Get Over It 1xtra & DJ Excalibah Present: We Got Next                     | Erstveröffentlichung: September 2004 JTWR feat. Amy Winehouse |
| 2007 | To Know Him Is to Love Him The Saturday Sessions: The Dermot O’Leary Show | Erstveröffentlichung: 23. Juli 2007                           |
| 2008 | I Saw Mummy Kissing Santa Claus (Live) The Best of Christmas              | Erstveröffentlichung: Oktober/November 2008                   |

| Jahr | Titel Soundtrack                                                        | Anmerkungen                                                      |
| ---- | ----------------------------------------------------------------------- | ---------------------------------------------------------------- |
| 2004 | Will You Still Love Me Tomorrow? Bridget Jones – Am Rande des Wahnsinns | Erstveröffentlichung: 19. November 2004 JTWR feat. Amy Winehouse |

## Statistik

### Chartauswertung
Die folgende Aufstellung beinhaltet eine Übersicht über die Charterfolge von Amy Winehouse in den Album-, Single- sowie den Musik-DVD-Charts. In Deutschland besteht die Besonderheit, dass Videoalben sich ebenfalls in den Albumcharts platzieren. In Österreich, der Schweiz, dem Vereinigten Königreich und den Vereinigten Staaten werden für Videoalben eigenständige Chartlisten geführt.
|                     | DE    | AT    | CH    | UK    | US    |
| ------------------- | ----- | ----- | ----- | ----- | ----- |
| Nummer-eins-Alben   | DE1DE | AT2AT | CH2CH | UK3UK | US—US |
| Top-10-Alben        | DE4DE | AT3AT | CH2CH | UK5UK | US2US |
| Alben in den Charts | DE7DE | AT4AT | CH9CH | UK9UK | US5US |

|                       | DE    | AT    | CH    | UK     | US    |
| --------------------- | ----- | ----- | ----- | ------ | ----- |
| Nummer-eins-Singles   | DE—DE | AT—AT | CH—CH | UK—UK  | US—US |
| Top-10-Singles        | DE2DE | AT2AT | CH3CH | UK3UK  | US1US |
| Singles in den Charts | DE7DE | AT6AT | CH8CH | UK15UK | US3US |

|                          | DE    | AT    | CH    | UK    | US    |
| ------------------------ | ----- | ----- | ----- | ----- | ----- |
| Nummer-eins-Videoalben   | DE—DE | AT—AT | CH—CH | UK1UK | US—US |
| Top-10-Videoalben        | DE—DE | AT1AT | CH2CH | UK2UK | US1US |
| Videoalben in den Charts | DE—DE | AT1AT | CH2CH | UK2UK | US1US |

### Auszeichnungen für Musikverkäufe
Die Lieder He Can Only Hold Her, Me & Mr. Jones, Some Unholy War und Wake Up Alone wurden weder als Singles veröffentlicht, noch konnten sie sich aufgrund von Downloads oder Streamings in den Charts platzieren. Dennoch erhielten die Lieder Schallplattenauszeichnungen, wonach Verkaufszahlen für ebendiese nachzuweisen sind.
| Land/RegionAuszeichnungen für Musikverkäufe (Land/Region, Auszeichnungen, Verkäufe, Quellen) | Silber     | Gold       | Platin         | Diamant     | Verkäufe   | Quellen                                                                   |
| -------------------------------------------------------------------------------------------- | ---------- | ---------- | -------------- | ----------- | ---------- | ------------------------------------------------------------------------- |
| Argentinien (CAPIF)                                                                          | —          | Gold1      | Platin1        | —           | 28.000     | capif.org.ar                                                              |
| Australien (ARIA)                                                                            | —          | 2× Gold2   | 10× Platin10   | —           | 742.500    | aria.com.au                                                               |
| Belgien (BRMA)                                                                               | —          | 3× Gold3   | 4× Platin4     | —           | 245.000    | ultratop.be                                                               |
| Brasilien (PMB)                                                                              | —          | 3× Gold3   | 10× Platin10   | 4× Diamant4 | 1.555.000  | pro-musicabr.org.br                                                       |
| Dänemark (IFPI)                                                                              | —          | 3× Gold3   | 11× Platin11   | —           | 367.500    | ifpi.dk                                                                   |
| Deutschland (BVMI)                                                                           | —          | 2× Gold2   | 12× Platin12   | —           | 2.850.000  | musikindustrie.de                                                         |
| Europa (IFPI)                                                                                | —          | —          | 11× Platin11   | —           | 11.000.000 | ifpi.org (Memento vom 15. Oktober 2013 im Internet Archive)               |
| Finnland (IFPI)                                                                              | —          | —          | Platin1        | —           | 33.884     | ifpi.fi                                                                   |
| Frankreich (SNEP)                                                                            | —          | Gold1      | 2× Platin2     | —           | 405.000    | snepmusique.com                                                           |
| Griechenland (IFPI)                                                                          | —          | —          | 3× Platin3     | —           | 55.000     | ifpi.gr                                                                   |
| Irland (IRMA)                                                                                | —          | —          | 2× Platin2     | —           | 30.000     | irishcharts.ie                                                            |
| Italien (FIMI)                                                                               | —          | 5× Gold5   | 9× Platin9     | —           | 595.000    | fimi.it                                                                   |
| Japan (RIAJ)                                                                                 | —          | Gold1      | —              | —           | 100.000    | riaj.or.jp                                                                |
| Kanada (MC)                                                                                  | —          | —          | Platin1        | —           | 100.000    | musiccanada.com                                                           |
| Kolumbien (ASINCOL)                                                                          | —          | Gold1      | —              | —           | 5.000      | rcnradio.com (Memento vom 28. Mai 2012 im Internet Archive)               |
| Mexiko (AMPROFON)                                                                            | —          | Gold1      | —              | —           | 30.000     | amprofon.com.mx                                                           |
| Neuseeland (RMNZ)                                                                            | —          | 3× Gold3   | 23× Platin23   | —           | 587.500    | radioscope.net.nz (Memento vom 24. Juli 2011 im Internet Archive) NZ2 NZ3 |
| Niederlande (NVPI)                                                                           | —          | —          | 2× Platin2     | —           | 120.000    | nvpi.nl                                                                   |
| Norwegen (IFPI)                                                                              | —          | —          | Platin1        | —           | 30.000     | ifpi.no (Memento vom 5. November 2012 im Internet Archive)                |
| Österreich (IFPI)                                                                            | —          | 2× Gold2   | 8× Platin8     | —           | 250.000    | ifpi.at                                                                   |
| Polen (ZPAV)                                                                                 | —          | Gold1      | 3× Platin3     | —           | 95.000     | olis.pl                                                                   |
| Portugal (AFP)                                                                               | —          | Gold1      | 6× Platin6     | —           | 93.000     | afp.org.pt                                                                |
| Russland (NFPF)                                                                              | —          | Gold1      | 2× Platin2     | —           | 50.000     | 2m-online.ru                                                              |
| Schweden (IFPI)                                                                              | —          | —          | Platin1        | —           | 40.000     | sverigetopplistan.se                                                      |
| Schweiz (IFPI)                                                                               | —          | —          | 12× Platin12   | —           | 370.000    | hitparade.ch                                                              |
| Spanien (Promusicae)                                                                         | —          | 4× Gold4   | 17× Platin17   | —           | 1.210.000  | elportaldemusica.es ES2                                                   |
| Türkei (Mü-YAP)                                                                              | —          | Gold1      | —              | —           | 5.000      | mu-yap.org (Memento vom 7. Oktober 2011 im Internet Archive)              |
| Ungarn (MAHASZ)                                                                              | —          | —          | Platin1        | —           | 6.000      | slagerlistak.hu                                                           |
| Vereinigte Staaten (RIAA)                                                                    | —          | —          | 4× Platin4     | —           | 7.467.000  | riaa.com                                                                  |
| Vereinigtes Königreich (BPI)                                                                 | 7× Silber7 | Gold1      | 40× Platin40   | —           | 16.660.000 | bpi.co.uk                                                                 |
| Insgesamt                                                                                    | 7× Silber7 | 37× Gold37 | 197× Platin197 | 4× Diamant4 |            |                                                                           |